# Неклиновская лётная школа
Неклиновская лётная школа — государственное бюджетное общеобразовательное учреждение Ростовской области «Неклиновская школа-интернат с первоначальной лётной подготовкой им. Четвёртой Краснознаменной Воздушной Армии».

## История
Неклиновская лётная школа была создана в 1993 году по инициативе начальника Департамента образования Неклиновского района Леонида Гольдберга. Инициативу создания школы поддержали вице-президент Российской Федерации Александр Руцкой, командующий 4-й воздушной армии генерал-лейтенант Владимир Михайлов и губернатор Ростовской области Владимир Чуб. Первым директором школы был боевой летчик подполковник авиации И. Козловский.
Перовначально школа располагалась на  базе Краснодесантской средней школы. В 1995 году командующий 4-й воздушной армией принял решение о размещении школы на территории военного городка бывшей школы младших авиационных специалистов неподалеку от Таганрога.

## Руководители Неклиновской лётной школы
- с 1993 до 1997 — И. Козловский
- с 1997 до 2016 — Леонид Исаакович Гольдберг (1937—2019)[3]
- с 2016 до 2024 — Олег Васильевич Коженко
- с 2024 до наст. врем. — Людмила Павловна Овчарова

## Адрес Неклиновской лётной школы
- Ростовская область, Неклиновский район, с. Николаевка.